# 河原侃二
河原 侃二（かわら かんじ、1897年4月16日 - 1974年1月26日）は、日本の俳優であり、詩人・編集者出身で写真家としても知られる。本名同じ。詩人としての筆名は河原 森月（かわら しんげつ）。萩原朔太郎とともに詩誌『侏儒』を創刊し、新劇俳優としては「築地小劇場」「第二次芸術座」の設立に参加、写真の世界では「ヴェス単の名手」として知られる。

## 人物・来歴

### 詩歌と絵画と新劇と
1897年（明治30年）4月16日、兵庫県赤穂郡赤穂町（現在の同県赤穂市）に生まれる、とされている。『群馬県百科事典』（上毛新聞社）には、生年は1899年（明治32年）、生地は群馬県前橋市堀川町（現在の同市表町）である旨が記されている。
生後に東京に移り、東京府荏原郡品川町（現在の東京都品川区）の旧制・公立小学校品川学校（のちの品川区立品川小学校、現在の品川区立品川学園）に入学、同校を卒業して、東京市芝区（現在の東京都港区）の旧制・正則中学校（現在の正則高等学校）に入学する。中途で同校から、旧制・群馬県立前橋中学校（現在の群馬県立前橋高等学校）に編入学して、のちに同校を卒業する。
同校在学中の1914年（大正3年）8月、萩原朔太郎を筆頭に参加した詩誌『侏儒』（こびと）を創刊、満17歳にして同誌の編集人となり、編集部を前橋市堀川町の河原宅に置いた。同誌には、当時河原が深く交流し詩についての薫陶を受けた朔太郎のほか、北原白秋、山村暮鳥、前田夕暮、室生犀星、村田ゑん、尾山篤二郎、木下謙吉、北原放二らが参加しており、同県内における最初の本格的な詩誌として評価された。同誌には、すでに絵画に興味があった河原による版画が掲載されている。同年9月に尾山篤二郎が創刊し、犀星、朔太郎、窪田空穂、白秋、暮鳥らが参加した詩誌『異端』には、河原の書いた短歌が掲載された。1918年（大正7年）には、河原が中心となって詩誌『天景』を前橋で創刊、萩原恭次郎らがこれに参加する。
その後、東京に戻り、本郷区春木町（現在の文京区本郷）に岡田三郎助が設立した本郷洋画研究所で洋画を学ぶ。画業は中途で放棄し、女子文壇社、次いで報知新聞社でそれぞれ記者を務めた。その後、新劇の世界に入って舞台俳優となり、青山杉作の主宰する「新劇団」、友田恭助・初代水谷八重子の「わかもの座」、村山実らによる「踏路社」（1917年 - 1920年）に参加した。奥野信太郎の指摘によれば、河原は、関東大震災前の時期に浅草公園六区で隆盛を極めた「浅草オペラ」の舞台に出演していたという。
1923年（大正12年）9月1日の震災を経験した後は、小山内薫・土方与志の「築地小劇場」（1924年 - 1930年）、水谷竹紫・初代水谷八重子が1924年（大正13年）に始めた「第二次芸術座」、井上正夫一座にそれぞれ参加した。とくに「築地小劇場」では、河原はその設立メンバーであり、友田恭助、東屋三郎、汐見洋、青山杉作ともに演技部に所属し、のちに新劇界の重鎮となっていく千田是也、山本安英、田村秋子、丸山定夫らは当時はまだ研修生であった。同年7月12日に同劇場が上演したカレル・チャペック作の『人造人間』にも出演した。「第二次芸術座」による小寺融吉作、水谷八重子主演の『真間の手古奈』には赤丸役で出演している。水谷の回想によれば、このときの同座の陣容は、水谷や河原のほか、田辺若男、金平軍之助、浅野進治郎、山岸静江（のちの河原崎しづ江）で、外部からの客演はなかったという。同年5月、芸術座の『軍人礼讃』で河原が演じたペトコフは、岸田國士に「至極愉快な人物になつてゐる」と評価された。

### 映画と写真の時代

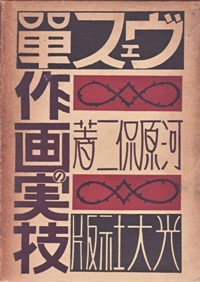
河原の著書『ヴェス単作画の実技』（光大社、1936年）の表紙。

1926年（大正15年）初頭に、高松豊次郎が主宰するタカマツ・アズマプロダクションに入社、多く時代劇に出演する。同年10月3日に公開された高松操監督の『黄門漫遊記』では、当時満29歳にして水戸黄門を演じて主演した。映画界に進出していく一方で、同年、河原は、徳永直の門下として、秋田雨雀、川添利基、柳瀬正夢、佐々木孝丸らとともに新劇の劇団「先駆座」を組織している。
翌1927年（昭和2年）1月には、松竹蒲田撮影所に移籍した。同年10月14日に公開された小津安二郎の監督デビュー作『懺悔の刃』にも出演している。『一九三三年版 オール松竹俳優名鑑』によれば、1933年（昭和8年）、満36歳当時、身長は5尺8寸つまり約175.8センチメートル、体重17貫つまり約63.8キログラムであったという。同書にはまた「ベスト單玉撮影引伸天下一品」と記されているが、これは、コダックが1912年（大正元年）に発売したヴェスト・ポケット・コダックの撮影・現像・引伸についての河原の技術への評価であり、河原は実際に写真の専門家として知られ、1936年（昭和11年）には『ヴェス単作画の実技』（光大社）という技術書を上梓している。当時、同撮影所では、五所平之助や小津安二郎らが映画と同じ35mmフィルムを使用するライカが流行しており、ヴェス単は小津も中学生時代に最初に触れた写真機である。同年1月15日、同撮影所は、神奈川県鎌倉郡大船町（現在の同県鎌倉市大船）に全機能を移転したが、このとき河原も、松竹大船撮影所に異動になった。第二次世界大戦のさなかも、河原は同撮影所に所属し、映画出演を続けた。
戦後は、松竹を離れ、東宝が製作・配給した渡辺邦男監督による1946年（昭和21年）12月31日公開の正月映画『愛の宣言』への出演を経て、満50歳を迎える翌年1947年（昭和22年）には、大映東京撮影所に入社した。以来、重鎮役・老け役の脇役俳優として多くの大映東京作品に出演した。1959年3月4日 - 1960年9月28日の時期に放映された『少年ジエット』は、大映テレビ室が製作した連続テレビ映画で、河原はこれにレギュラー出演している。
赤穂出身の縁から、小林楓村が創刊した『播磨』（1946年 - 1969年）の表紙に毎号、版画を制作して寄稿した。1964年（昭和39年）には、かつての文学仲間である木下謙吉が上梓した『歌集 うつし絵』に『跋』を書き、口絵に版画を制作して掲載している。満71歳となった1968年（昭和43年）9月21日に公開された、同撮影所製作、弓削太郎監督の『高校生芸者』に出演した以降の出演歴が見当たらない。以後の消息は不明とされていたが、『群馬県百科事典』にて、1974年（昭和49年）1月26日に東京都渋谷区松濤のセントラル病院で死去したという旨が記されている。満76歳没。

## フィルモグラフィ
すべてクレジットは「出演」である。公開日の右側には役名、および東京国立近代美術館フィルムセンター（NFC）、マツダ映画社所蔵等の上映用プリントの現存状況についても記す。同センター等に所蔵されていないものは、とくに1940年代以前の作品についてはほぼ現存しないフィルムである。資料によってタイトルの異なるものは併記した。

### タカマツ・アズマプロダクション
特筆以外すべて製作は「タカマツ・アズマプロダクション」、すべて配給は自主配給、すべてサイレント映画である。
- 『港の謙吉』 : 監督横田豊秋、1926年3月12日公開 - その父
- 『紅扇』 : 監督友成用三、1926年3月20日公開 - 小原安太郎
- 『母に誓ひて』 : 監督山本嘉次郎、1926年4月3日公開 - 課長
- 『銅銭会事変』 : 監督横田豊秋、1926年7月1日公開 - 京師殿
- 『涙の黎明』 : 監督友成用三、1926年7月23日公開 - 剣師資国
- 『黄門漫遊記』 : 監督高松操、1926年10月3日公開 - 水戸黄門（主演）
- 『剣侠無明』 : 監督高松操、1926年10月27日公開 - 大谷左近
- 『父様の売物』[5]（『父さんの売物』[6]） : 監督山本嘉次郎、1926年製作・公開 - 医学博士 青山信行（主演）
- 『流転地獄』 : 監督高松操、1926年製作・公開 - 黒髪勝兵衛（主演）
- 『楠公の唄』 : 監督近藤伊与吉・長崎武、1926年製作・公開 - 木村吉蔵
- 『道は二つ』 : 監督高松操、1926年製作・公開 - 主演
- 『月は朧天明大難剣』 : 監督高松操、1926年製作・公開
- 『荒れ狂ふ劔戟王』[6]（『荒れ狂ふ剣戟王』[5]） : 監督高松操、1927年1月1日公開 - 家老田所重兵衛
- 『国定忠次侠血篇』 : 監督江川宇礼雄、1927年1月1日公開 - 御室勘助
- 『男の中の一匹』 : 監督相良輝男、1927年2月1日公開 - 血桜三次
- 『二人の女性』 : 監督友成用三、1927年製作・公開 - 佐原達人
- 『陽炎の舞』 : 監督友成用三、1927年製作・公開 - 探偵狂A
- 『愛染手網 前後篇』 : 監督高松操、1927年製作・公開 - 馬術師範 村田大次郎
- 『観音堂の仇討』 : 監督高松操、1927年4月22日公開 - 観音唐兵衛

### 松竹蒲田撮影所

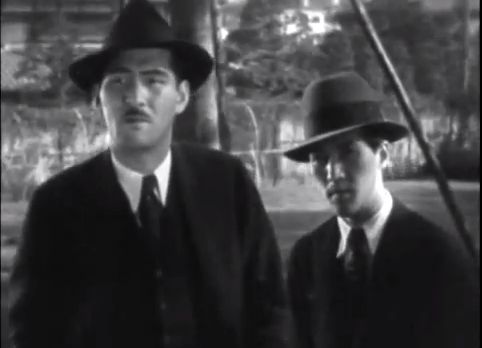
『生さぬ仲』（1932年）出演時、満35歳、左が河原、右は不明。

すべて製作は「松竹蒲田撮影所」、すべて配給は「松竹キネマ」、特筆以外すべてサイレント映画である。
- 『吹雪の後』 : 監督大久保忠素、1927年3月29日公開
- 『新婚者教育』 : 監督丘虹二、1927年4月28日公開 - 社員A
- 『白虎隊』 : 監督野村芳亭、1927年6月26日公開 - 西軍の幕僚
- 『懺悔の刃』 : 監督小津安二郎、1927年10月14日公開 - 同心真鍋藤十郎
- 『神への道』 : 監督五所平之助、1928年6月8日公開
- 『空の彼方へ』 : 監督蔦見丈夫、1928年7月7日公開
- 『山彦』 : 監督清水宏、1928年10月20日公開 - 森山哲（主演）
- 『青春交響楽』 : 監督野村芳亭、1928年12月31日公開 - 戸村芳造
- 『森の鍛冶屋（フランス語版）』 : 監督清水宏、1929年1月5日公開 - 杉本清彦
- 『浮草娘旅風俗』 : 監督清水宏、1929年5月31日公開 - 父親・治作
- 『酬ひられぬ人』 : 監督今野不二夫、1929年7月27日公開
- 『親』 : 監督清水宏・大久保忠素、1929年8月1日公開 - 役名不明、35分尺で現存（NFC所蔵[11]）
- 『浮世風呂』 : 監督五所平之助、1929年9月26日公開
- 『朗かに歩め』 : 監督小津安二郎、1930年3月1日公開 - 刑事、96分尺で現存（NFC所蔵[11]）
- 『真実の愛』 : 監督清水宏、1930年4月18日公開 - 与吉の主人・安岡
- 『若者よなぜ泣くか』 : 監督牛原虚彦、1930年11月15日公開 - 新聞記者、193分尺で現存（NFC所蔵[11]）
- 『美しき愛』（『美はしき愛』[5]） : 監督西尾佳雄、1930年2月22日公開 - 医者、45分尺で現存（NFC所蔵[11]）
- 『愛よ人類と共にあれ 前篇 日本篇』 : 監督島津保次郎、1931年4月17日公開 - 刑事、前後篇合計242分尺で現存（NFC所蔵[11]）
- 『愛よ人類と共にあれ 後篇 米国篇』 : 監督島津保次郎、1931年4月17日公開 - 刑事、同上[11]
- 『生さぬ仲』 : 監督成瀬巳喜男、1932年12月16日公開 - 刑事、94分尺で現存（NFC所蔵[11]）
- 『与太者と芸者』 : 監督野村浩将、1933年1月26日公開 - 金貸金田伝吉
- 『光輝満洲国』 : 監督石川和雄、1934年7月製作・公開
- 『私の兄さん』 : 監督島津保次郎、トーキー、1934年12月13日公開 - 須摩子の家の者
- 『東京の英雄』 : 監督清水宏、サウンド版、1935年3月7日公開 - 嘉一の仲間、64分尺で現存（NFC所蔵[11]）

### 松竹大船撮影所

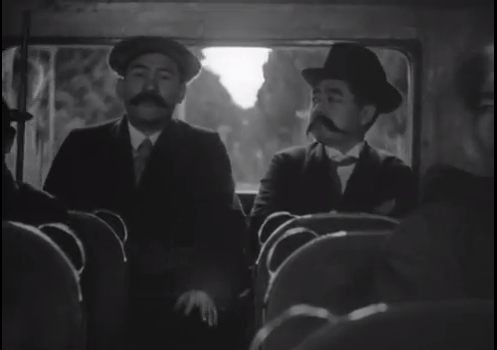
『有りがたうさん』（1936年）出演時、満38歳、左が河原、右は石山隆嗣。

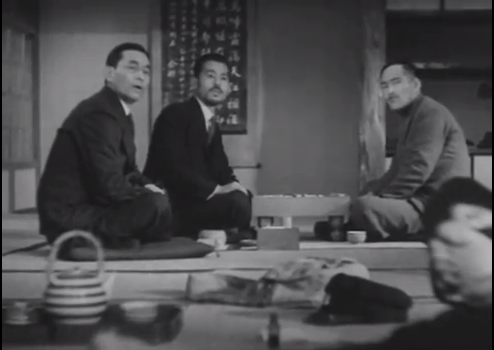
『父ありき』（1942年）出演時、満44歳、左から倉田勇助、笠智衆、河原。

特筆以外すべて製作は「松竹大船撮影所」、戦時中以外すべて配給は「松竹キネマ」のちに「松竹」、以降すべてトーキーである。
- 『有りがたうさん』 : 監督清水宏、1936年2月27日公開 - 猟帰りの男、75分尺で現存（NFC所蔵[29]）
- 『家族会議』 : 監督島津保次郎、1936年4月3日公開 - 親族、71分尺で現存（NFC所蔵[11]）
- 『男性対女性』 : 監督島津保次郎、1936年8月29日公開 - 上海社員、132分尺で現存（NFC所蔵[11]）
- 『少年航空兵』 : 監督佐々木康、1936年9月18日公開 - 村長、108分尺で現存（NFC所蔵[11]）
- 『人妻椿 前篇』 : 監督野村浩将、1936年10月4日公開 - 藤木安兵衛、80分尺で現存（NFC所蔵[11]）
- 『花籠の歌』 : 監督五所平之助、1937年1月14日公開 - 刑事、69分尺で現存（NFC所蔵[11]）
- 『風の女王』 : 監督佐々木康、1937年2月17日公開 - 重役、65分尺で現存（NFC所蔵[11]）
- 『朱と緑 朱の巻』 : 監督島津保次郎、1937年4月17日公開 - 警部、前後篇合わせた134分尺で現存（NFC所蔵[11]）
- 『朱と緑 緑の巻』 : 監督島津保次郎、1937年4月17日公開 - 警部、同上[11]
- 『奥様に知らすべからず』 : 監督渋谷実、1937年5月20日公開 - 役名不明、61分尺で現存（NFC所蔵[11]）
- 『金色夜叉』 : 監督清水宏、1937年6月10日公開 - 銀行の老社員
- 『風の中の子供』 : 監督清水宏、1937年11月11日公開 - 執達吏、86分尺で現存（NFC所蔵[11]）
- 『浅草の灯』 : 監督島津保次郎、1937年12月2日公開 - 奥役、77分尺で現存（NFC所蔵[11]）
- 『生活の勇者』 : 監督恒吉忠康・深田修造、1938年4月7日公開 - 医師、59分尺で現存（NFC所蔵[11]）
- 『螢の光』 : 監督佐々木康、1938年4月14日公開 - 歴史の先生、75分尺で現存（NFC所蔵[11]）
- 『母と子』 : 監督渋谷実、1938年7月1日公開 - 重役、88分尺で現存（NFC所蔵[11]）
- 『妹の晴着』 : 監督宗本英男、1939年4月8日公開 - 金丸社長、81分尺で現存（NFC所蔵[11]）
- 『あこがれ』 : 監督原研吉、1939年5月25日公開 - サナトリウムの医院長、72分尺で現存（NFC所蔵[11]）
- 『五人の兄妹』 : 監督吉村公三郎、1939年7月20日公開 - 刑事、93分尺で現存（NFC所蔵[11]）
- 『暖流 前篇 啓子の巻』 : 監督吉村公三郎、1939年12月1日公開 - 田所博士、前後篇合わせた132分尺で現存（NFC所蔵[11]）
- 『暖流 後篇 ぎんの巻』 : 監督吉村公三郎、1939年12月1日公開 - 田所博士、同上[11]
- 『素裸の家』 : 監督柏原勝、1940年2月22日公開
- 『都会の奔流』 : 監督佐々木啓祐、1940年6月13日公開 - 老外科医、93分尺で現存（NFC所蔵[11]）
- 『女人転心』 : 監督清水宏、1940年9月5日公開
- 『冬木博士の家族』 : 監督大庭秀雄、1940年10月31日公開 - 藤木博士、70分尺で現存（NFC所蔵[11]）
- 『お母さん』 : 監督瑞穂春海、1940年11月7日公開 - お客、9分の断片が現存（NFC所蔵[11]）
- 『西住戦車長伝』 : 監督吉村公三郎、1940年11月29日公開 - 岡田准尉、126分尺で現存（NFC所蔵[11]）
- 『みかへりの塔』 : 監督清水宏、1941年1月30日公開 - 河野先生、111分尺で現存（NFC所蔵[11]）
- 『歌女おぼえ書』 : 監督清水宏、1941年3月16日公開 - カネ吉の旦那、97分尺で現存（NFC所蔵[11]）
- 『まごころの歌』 : 監督蛭川伊勢夫、1941年6月22日公開 - 巡査
- 『簪』 : 監督清水宏、1941年8月26日公開 - 老人、70分尺で現存（NFC所蔵[11]）

- 『父ありき』 : 監督小津安二郎、配給映画配給社、1942年4月1日公開 - 中学の先生、87分尺で現存（NFC所蔵[11]）
- 『間諜未だ死せず』 : 監督吉村公三郎、配給映画配給社、1942年4月23日公開 - 役名不明、117分尺で現存（NFC所蔵[11]）
- 『高原の月』 : 監督佐々木啓祐、演出応援佐々木康、配給映画配給社、1942年5月14日公開 - 医者、85分尺で現存（NFC所蔵[11]）
- 『男の意気』 : 監督中村登、配給映画配給社、1942年7月9日公開 - 委員A、78分尺で現存（NFC所蔵[11]）
- 『誓ひの港』 : 監督大庭秀雄、配給映画配給社、1942年8月6日公開 - 英国船員、65分尺で現存（NFC所蔵[11]）
- 『女の手』 : 監督瑞穂春海、製作東亜發聲映画、配給映画配給社、1942年11月19日公開 - 役場の人、95分尺で現存（NFC所蔵[11]）

- 『家に三男二女あり』 : 監督瑞穂春海、配給映画配給社、1943年3月11日公開 - 仲人、6分尺の断片が現存（NFC所蔵[11]）
- 『敵機空襲』 : 監督野村浩将・吉村公三郎・渋谷実、配給映画配給社、1943年4月1日公開 - 船員、88分尺で現存（NFC所蔵[11]）
- 『花咲く港』 : 監督木下恵介、配給映画配給社、1943年7月29日公開 - 袈裟次、82分尺で現存（NFC所蔵[11]）
- 『北方に鐘が鳴る』 : 監督大曾根辰夫、製作松竹下加茂撮影所、配給映画配給社、1943年8月26日公開 - 太宰勘兵衛
- 『勝鬨音頭』 : 監督大庭秀雄、配給映画配給社、1944年1月8日公開 - 社長秘書、88分尺で現存（NFC所蔵[11]）
- 『不沈艦撃沈』 : 監督マキノ正博、配給映画配給社、1944年3月23日公開 - 役名不明、96分尺で現存（NFC所蔵[11]）

### 大映東京撮影所
特筆以外すべて製作は「大映東京撮影所」、すべて配給は「大映」である。
- 『愛の宣言』[2][6][8]（『愛の宣書』[5]） : 監督渡辺邦男、製作・配給東宝、1946年12月31日公開 - アパートの管理人

- 『踊子物語』 : 監督小石栄一、1947年1月7日公開 - 評議員A
- 『蝶々失踪事件』 : 監督久松静児、1947年12月23日公開[7]
- 『運命の暦』 : 監督島耕二、1948年1月27日公開 - 戸田愼吾
- 『夜のプラットホーム』 : 監督田口哲、1948年7月27日公開[7]
- 『情熱の人魚』 : 監督田口哲、1948年11月21日公開[7] - 社長、63分尺で現存（NFC所蔵[11]）
- 『男が血を見た時』 : 監督田中重雄、1949年1月11日公開[7]
- 『母紅梅』 : 監督小石栄一、1949年1月24日公開 - 共同募金幹事、83分尺で現存（NFC所蔵[11]）
- 『検事と女看守』 : 監督吉村廉、1949年2月7日公開[7]

- 『白雪先生と子供たち』 : 監督吉村廉、1950年1月29日公開[7]
- 『魔の黄金』 : 監督谷口千吉、1950年2月19日公開[7]
- 『ペン偽らず 暴力の街』 : 監督山本薩夫、製作日本映画演劇労働組合、1950年2月26日公開 - 役名不明、116分尺で現存（NFC所蔵[11]）
- 『愛染草』 : 監督田中重雄、1950年10月9日公開 - 石川弁護士
- 『姉妹星』 : 監督野淵昶、1950年12月16日公開 - 劇作家

- 『宮城広場』 : 監督久松静児、1951年1月6日公開[7]
- 『自由学校』 : 監督吉村公三郎、1951年5月5日公開 - 菱刈乙丸、104分尺で現存（NFC所蔵[11]）
- 『江の島悲歌』 : 監督小石栄一、1951年6月1日公開 - 病院長
- 『西城家の饗宴』 : 監督鈴木英夫、1951年6月15日公開[7]
- 『牝犬』 : 監督木村恵吾、1951年8月10日公開[7]
- 『炎の肌』 : 監督久松静児、1951年10月19日公開 - 七浦松二郎
- 『馬喰一代』 : 監督木村恵吾、1951年12月7日公開 - 酒田医師

- 『白蘭紅蘭』 : 監督仲木繁夫、1952年6月19日公開 - 竹村良平
- 『美女と盗賊』 : 監督木村恵吾、製作大映京都撮影所、1952年9月23日公開
- 『街の小天狗』 : 監督吉村廉、1952年12月4日公開[7]
- 『乾杯!東京娘』 : 監督木村恵吾、1952年12月17日公開[7]
- 『母波』 : 監督小石栄一、1953年4月22日公開 - 植松信作
- 『あにいもうと』 : 監督成瀬巳喜男、1953年8月19日公開 - 坊さん、86分尺で現存（NFC所蔵[11]）

- 『心臓破りの丘』 : 監督木村恵吾、1954年1月9日公開[7]
- 『落花の門』 : 監督仲木繁夫、1954年1月27日公開 - 竹田執事
- 『四人の母』 : 監督佐伯幸三、1954年2月23日公開[7]
- 『或る女』 : 監督豊田四郎、1954年3月13日公開 - 葉子の叔父、134分尺で現存（NFC所蔵[11]）
- 『緑の仲間』 : 監督森一生、1954年8月16日公開 - 佐山卓造
- 『勝敗』 : 監督佐伯幸三、1954年12月1日公開 - 父順造
- 『春の渦巻』 : 監督枝川弘、1954年12月29日公開 - 神官

- 『川のある下町の話』 : 監督衣笠貞之助、1955年1月9日公開[7] - 役名不明、108分尺で現存（NFC所蔵[11]）
- 『幸福を配達する娘』 : 監督木村恵吾、1955年2月5日公開 - 大西浩平
- 『哀しき富士の白雪よ』 : 監督浜野信彦、1955年2月26日公開 - 校長先生
- 『風雪講道館』 : 監督森一生、1955年4月1日公開 - 清閑寺静馬、96分尺で現存（NFC所蔵[11]）
- 『薔薇いくたびか』 : 監督衣笠貞之助、1955年4月24日公開 - 役名不明、135分尺で現存（NFC所蔵[11]）
- 『講道館四天王』 : 監督枝川弘、1955年7月3日公開 - 渋谷善助
- 『婦系図 湯島の白梅』 : 監督衣笠貞之助、1955年9月28日公開 - 古道具屋、116分尺で現存（NFC所蔵[11]）

- 『花嫁のため息』 : 監督木村恵吾、1956年1月9日公開 - 古田
- 『新妻の寝ごと』 : 監督木村恵吾、1956年1月15日公開 - 古田
- 『宇宙人東京に現わる』 : 監督島耕二、1956年1月29日公開 - 高島博士、87分尺で現存（NFC所蔵[11]）
- 『浅草の灯』 : 監督田坂勝彦、1956年3月11日公開 - 黒鳩亭の主人
- 『あさ潮ゆう潮』 : 監督佐伯幸三、1956年8月1日公開 - ヤスエの父
- 『母を求める子ら』[6][7][8]（『母を求める子等』[5]） : 監督清水宏、1956年8月8日公開 - 長崎保育園の園長
- 『愛の海峡』 : 監督田中重雄、1956年10月24日公開 - 松尾円澄
- 『四十八歳の抵抗』 : 監督吉村公三郎、1956年11月14日公開 - 役名不明、108分尺で現存（NFC所蔵[11]）
- 『第三非常線』 : 監督枝川弘、1956年12月5日公開 - 志村室長

- 『銀河の都』 : 監督村山三男、1957年1月9日公開 - 長唄家元
- 『駅馬車襲わる』 : 監督田中重雄、1957年2月20日公開 - 父ヱラマンテ
- 『満員電車』 : 監督市川崑、1957年3月27日公開 - 大学総長（大正時代）
- 『女の肌』 : 監督島耕二、1957年4月23日公開 - 老人
- 『くちづけ』 : 監督増村保造、1957年7月23日公開 - 章子の父、74分尺で現存（NFC所蔵[11]）
- 『夜の蝶』 : 監督吉村公三郎、1957年7月28日公開 - 占師、90分尺で現存（NFC所蔵[11]）

- 『春高樓の花の宴』 : 監督衣笠貞之助、1958年1月29日公開 - 男幹事、111分尺で現存（NFC所蔵[11]）
- 『母』 : 監督田中重雄、1958年3月5日公開 - 小学校校長
- 『氷壁』 : 監督増村保造、1958年3月18日公開 - 上条信一、96分尺で現存（NFC所蔵[11]）
- 『素っ裸の青春』 : 監督原田治夫、1958年8月12日公開 - 善七
- 『不敵な男』 : 監督増村保造、1958年9月7日公開 - 高校教師、85分尺で現存（NFC所蔵[11]）
- 『母の旅路』 : 監督清水宏、1958年9月12日公開 - 来賓客B、92分尺で現存（NFC所蔵[11]）
- 『一粒の麦』 : 監督吉村公三郎、1958年9月14日公開 - 一郎の老父、112分尺で現存（NFC所蔵[11]）
- 『共犯者』 : 監督田中重雄、1958年10月22日公開 - 千葉の老人

- 『濡れた瞳』 : 監督枝川弘、1959年1月9日公開[7]
- 『初夜なき結婚』 : 監督田中重雄、1959年2月10日公開 - 皆川博士
- 『少年ジエット』 : 監督古城菅也・斎藤益広・野呂知也、大映テレビ室/フジテレビジョン（連続テレビ映画）、1959年3月4日 - 1960年9月28日放映 - 浅岡健次郎[10]
- 『氾濫』 : 監督増村保造、1959年5月13日公開 - 沼田教授、98分尺で現存（NFC所蔵[11]）
- 『鍵』 : 監督市川崑、1959年6月23日公開 - 句会の男、107分尺で現存（NFC所蔵[11]）
- 『花の大障碍』 : 監督島耕二、1959年7月19日公開 - 隠居
- 『貴族の階段』 : 監督吉村公三郎、1959年10月18日公開 - 先生
- 『総会屋錦城 勝負師とその娘』 : 監督島耕二、1959年11月10日公開 - 東洋石油社長
- 『闇を横切れ』 : 監督増村保造、1959年12月1日公開 - 司会議員C、102分尺で現存（NFC所蔵[11]）

- 『明日から大人だ』 : 監督原田治夫、1960年2月24日公開 - 尾関院長
- 『痴人の愛』 : 監督木村恵吾、1960年4月17日公開 - 橋本
- 『男は騙される』 : 監督島耕二、1960年6月1日公開 - 天頂の父
- 『轢き逃げ族』 : 監督村山三男、1960年10月8日公開 - ドヤ船の爺さん
- 『女は夜化粧する』 : 監督井上梅次、1961年1月14日公開[7]
- 『女のつり橋』 : 監督木村恵吾、1961年4月16日公開 - ひょうたん屋の親父
- 『五人の突撃隊』 : 監督井上梅次、1961年4月26日公開 - 役名不明、118分尺で現存（NFC所蔵[11]）
- 『泥だらけの拳銃』 : 監督木村恵吾、1961年7月19日公開 - 惣兵衛
- 『家庭の事情』 : 監督吉村公三郎、1962年1月3日公開 - 不動産会社社員、93分尺で現存（NFC所蔵[11]）
- 『熱砂の月』 : 監督田中重雄、1962年4月29日公開 - フナン王国閣僚
- 『鯨神』 : 監督田中徳三、1962年7月15日公開 - シャキの祖父
- 『秦・始皇帝』 : 監督田中重雄、1962年11月1日公開 - 難民B

- 『赤い水』 : 監督山本薩夫、1963年5月3日公開 - 議員
- 『ぐれん隊純情派』 : 監督増村保造、1963年7月27日公開 - 町長
- 『末は博士か大臣か』 : 監督島耕二、1963年9月21日公開 - 長与博士
- 『無茶な奴』 : 監督島耕二、1964年7月4日公開 - ジャリ組合幹部
- 『黒の切り札』 : 監督井上梅次、1964年7月25日公開 - 哲也の父
- 『白い巨塔』 : 監督山本薩夫、1966年10月15日公開 - 村井、150分尺で現存（NFC所蔵[11]）
- 『にせ刑事』 : 監督山本薩夫、1967年4月29日公開 - タクシーを待つ老人、92分尺で現存（NFC所蔵[11]）
- 『高校生芸者』 : 監督弓削太郎、1968年9月21日公開 - 沼田老校長

## ビブリオグラフィ
国立国会図書館蔵書を中心とした著作の一覧である。
- 『侏儒』、侏儒社、1914年 - 編集・執筆
- 『異端』、異端社、1914年 - 執筆
- 『天景』、天景社、1918年 - 編集・執筆
- 『新しい手紙』、手紙雑誌社、1920年
- 『ベス單の航空寫眞』、『カメラ』6月號（第15巻第6号通巻156号）所収、アルス、1934年6月
- 『ヴェス単作画の実技』、光大社、1936年
- 『歌集 うつし絵』、木下謙吉、白玉書房、1964年 - 『跋』執筆・口絵版画制作